# Culicoides dureti
Culicoides dureti är en tvåvingeart som beskrevs av Ronderos och Gustavo R. Spinelli 1995. Culicoides dureti ingår i släktet Culicoides och familjen svidknott.
Artens utbredningsområde är Paraguay. Inga underarter finns listade i Catalogue of Life.